# Mimosa (còctel)
|  | Per a altres significats, vegeu «Mimosa». |

La Mimosa és un còctel compost a parts iguals per xampany (o d'altres vins escumosos) i suc de cítric espremut, habitualment suc de taronja si no s'especifica (p. ex., mimosa de suc de raïm). Tradicionalment se serveix com a aperitiu en vas llarg de xampany i amb ambdós ingredients ben freds. Aquest còctel acompanya sovint el brunch, un àpat entre l'esmorzar i el dinar habitual en països anglosaxons.

## Història
Hom creu que la seva invenció es va produir al voltant de 1925 a l'Hotel Ritz de París per Frank Meier.
Probablement aquest còctel deu el seu nom al de les flors grogues de l'Acacia dealbata.

## Variacions
El Buck's Fizz és un còctel de tipus similar, però conté el doble de xampany que de suc de taronja.